# Schefflera corymbiformis
Schefflera corymbiformis là một loài thực vật có hoa trong Họ Cuồng cuồng. Loài này được Bui miêu tả khoa học đầu tiên năm 1974 publ. 1975.